# Metropolija Saint John's, Nova Fundlandija
Metropolija Saint John's je rimskokatoliška metropolija s sedežem v St. John'su (Kanada); ustanovljena je bila leta 1904.
Metropolija zajema naslednje (nad)škofije:
- nadškofija Saint John's, Nova Fundlandija,
- škofija Grand Falls in
- škofija Saint George's.

## Metropoliti
- Michael Francis Howley (8. februar 1904-15. oktober 1914)
- Edward Patrick Roche (26. februar 1915-23. september 1950)
- Patrick James Skinner (23. januar 1951-5. april 1979)
- Alphonsus Liguori Penney (5. april 1979-2. februar 1991)
- James Hector MacDonald (2. februar 1991-4. december 2000)
- Brendan Michael O'Brien (4. december 2000-danes)